# To Lose My Life...
To Lose My Life... (También conocido por el título extendido de To Lose My Life or Lose My Love, o acortado To Lose My life) es el álbum de debut por la banda de rock Indie británica White Lies. Salido a la venta el 19 de enero de 2009, a través de Fiction Records. El álbum fue producido por Ed Buller y Max Dingel, entre ICP Estudios en Bélgica y Kore Estudios en Londres.
El álbum produjo cuatro singles; "Unfinished Business", "Death" y "To Lose My Life", antes de su lanzamiento , y "Farewell to the Fairground" en los meses siguientes. "Death" fue reemitida en junio de 2009 , con "From the Stars" apareciendo en iTunes como "Single of the Week" durante diciembre de 2008. El álbum fue lanzado en los Estados Unidos el 17 de marzo de 2009.

## Historia y producción
El álbum estuvo grabado en ICP Estudios en Bruselas, Bélgica, y Kore Estudios, Acton, Londres del oeste. Fue producido por Ed Buller y Max Dingel, quiénes anteriormente habían trabajado con Suede , The Killers y Glasvegas. Además la grabación estuvo completadada por Alan Moulder. El álbum incluye una orquesta de 20 piezas, más tarde declarado como 25-pieza, compuesto por Buller. Al entrar en el estudio, la banda sólo tenía cinco versiones demo de "Death"de pistas", "E.S.T.", "Farewell to the Fairground", "From the Stars" y "Unfinished Business"; el resto estuvo escrito y grabado durante tiempo de estudio.

## Promoción y Lanzamiento
El 22 de septiembre de 2008, la banda toco nueve de las diez canciones grabadas en Mánchester Night and Day Café. Revisando la actuación, NME describió el álbum por su título provisional de para To Lose My Life Or Lose My Love.
El álbum fue publicado el 19 de enero de 2009 en el Reino Unido en CD y vinilo de 12 pulgadas, así como en una edición limitada con la forma de un albergado en una caja de cartulina verde. Los pedidos anticipados comprados en línea Play.com fueron empaquetados en un estuche exclusivo de ese sitio web, mientras que la tienda iTunes lanzó el álbum con varios bonus tracks y remixes que anteriormente sólo se encuentran como b-sides. White lies en su sitio web oficial empaqueto las primeras 500 compras con un folleto verde, que contenía cuadros de estudio y los ensayos individuales escritos por miembros de la banda y equipo de producción. El sitio también publicó el álbum en una caja de lujo, el cual contenía el álbum con seis vinilos de 7 pulgadas, junto con un extra 7" con los demos de versiones de "The Price of Love" y "Nothing to Give". El 13 de febrero de 2009, la banda anunció la liberación de una versión instrumental del álbum, gratis en iTunes y compras físicas. La obra de arte del álbum estuvo nominada al lado otros 49 como Mejor Arte de Vinilo 2009 por el sitio web artvinyl.com. Acabando séptimo en la encuesta global, la obra de arte estuvo mostrada en exposiciones múltiples en Birmingham y Londres durante noviembre de 2009.
El 17 de abril de 2010, la banda liberó  The Remixes , un EP conteniendo remixes de canciones de To Lose My Life..."To Lose My Life..." Las cinco pista EP estuvieron limitadas a 500 copias y grabadas en parte de Record Store Day en 2009.

## Recepción

### Crítico
La respuesta crítica inicial para To Lose My Life... Estuvo mezclado. En Metacritic, el cual asigna un índice normalizado fuera de 100 a revisiones de mainstream críticos, el álbum ha recibido una puntuación mediana de 58, basada en 17 revisiones.

### Rendimiento de gráfico
To Lose My Life... Debutó en el número uno en el UK Albums Chart, convirtiéndose en el primer acto británico en 2009 en conseguir el primer lugar en un álbum, y el primer álbum que debutó en el número uno. A nivel mundial, el álbum trazado en once países, incluyendo seis top 40 posiciones en Europa.